# Nekrolog 3. Quartal 1960
Nekrolog
◄◄
| ◄
| 1956
| 1957
| 1958
| 1959
| 1960 | 1961 | 1962 | 1963 | 1964 | ► | ►►
1. Quartal |
2. Quartal |
3. Quartal |
4. Quartal 1960
Weitere Ereignisse | Allgemeiner Nekrolog 1960
Die Beschreibung der verstorbenen Person sollte so kurz wie möglich gehalten sein und nur deren signifikante Tätigkeit(en) enthalten.
Neue Namen ggf. auch unter dem Geburts- und Sterbedatum, also etwa unter 1. Januar und im Geburts- und Sterbejahr (2024) eintragen (nur bei entsprechender großer Wichtigkeit). Für Beispiele siehe die schon vorhandenen Artikel.
Außerdem über die fünf zuletzt Verstorbenen, zu denen es einen ausreichend guten Artikel für eine Präsentation auf der Hauptseite gibt, nach der todesbedingten Überarbeitung der Artikel ggf. auch unter Wikipedia Diskussion:Hauptseite informieren und sie am besten auch in den anderen Wikipedia-Sprachversionen eintragen. Tipp: Regelmäßig bei news.google.de nach „ist tot“, „gestorben“ oder „verstorben“ suchen.
Wenn eine Person gestorben ist, gibt es viele Seiten zu dieser Person in der Wikipedia, die davon auch betroffen sind und entsprechend aktualisiert werden müssen. Beispiele: Namenübersichtsseite, Geburtsjahr, Geburtsort-Seiten und viele mehr.
Wie finde ich die betroffenen Seiten?
Im Suchfeld auf der linken Seite gibt man den Suchbegriff so ein: „Vorname Nachname“. Dann klickt man auf Volltext und alle Seiten mit entsprechendem Suchtext werden aufgerufen. Hier sieht man dann schnell, wo auch das Todesjahr Sinn macht oder sogar ein Teil des Artikels angepasst werden muss. Auch hilft das „Werkzeug“ auf der linken Seite sehr gut, um solche Seiten aufzufinden: „Links auf diese Seite“. Somit ist die Wikipedia wieder aktuell in allen Bereichen! Hinweis: bei Eintragung der Kategorie „Gestorben JAHR“ wird der Missbrauchsfilter 49 ausgelöst, was jedoch nicht schlimm ist. Siehe: Spezial:Missbrauchsfilter/49
Dies ist eine Liste von im dritten Quartal 1960 verstorbenen bekannten Persönlichkeiten. Die Einträge erfolgen innerhalb der einzelnen Daten alphabetisch sortiert. Tiere sind im Nekrolog für Tiere zu finden.

## Juli
| Tag      | Name                                    | Beruf, bekannt als                                                                                              | Alter | Beleg |
| -------- | --------------------------------------- | --- | ----- | ----- |
| 1. Juli  | Hermann Neubacher                       | österreichischer Wirtschaftsfachmann und Politiker                                                              | 67    |       |
| 1. Juli  | Otto Pies                               | deutscher römisch-katholischer Priester, Mitglied der Ordensgemeinschaft der Jesuiten und entschiedener Krit... | 59    |       |
| 2. Juli  | Margherita Bagni                        | italienische Schauspielerin                                                                                     | 58    |       |
| 2. Juli  | Will Grosse                             | deutscher Agent und Autor                                                                                       | 61    |       |
| 2. Juli  | Edmund Heckler                          | deutscher Ingenieur, Unternehmer und Waffenproduzent                                                            | 54    |       |
| 2. Juli  | Curt Liebmann                           | deutscher Offizier, zuletzt General der Infanterie im Zweiten Weltkrieg                                         | 79    |       |
| 2. Juli  | Jacques Nessimian                       | Bischof der armenisch-katholischen Kirche                                                                       | 84    |       |
| 3. Juli  | Noël Bas                                | französischer Turner                                                                                            | 82    |       |
| 3. Juli  | Lee Collins                             | US-amerikanischer Jazz-Trompeter und Bandleader des New Orleans Jazz                                            | 58    |       |
| 3. Juli  | Erwin Jaenecke                          | deutscher Offizier, zuletzt Generaloberst im Zweiten Weltkrieg                                                  | 70    |       |
| 3. Juli  | Manfred Laubert                         | deutscher Historiker                                                                                            | 82    |       |
| 3. Juli  | Rose Simmonds                           | australische Fotografin                                                                                         | 82    |       |
| 4. Juli  | Ernst Dernburg                          | deutscher Schauspieler                                                                                          | 73    |       |
| 5. Juli  | Otto Bernheimer                         | deutscher Kunstsammler und Antiquitätenhändler                                                                  | 82    |       |
| 5. Juli  | Otto Hersing                            | deutscher Marineoffizier und U-Boot-Kommandant                                                                  | 74    |       |
| 5. Juli  | Bill Johnson                            | US-amerikanischer Jazzsaxophonist und Arrangeur                                                                 | 47    |       |
| 5. Juli  | August Müller                           | deutscher Politiker (Zentrum, CDU), MdL                                                                         | 65    |       |
| 5. Juli  | Lorenz Riedmiller                       | deutscher Politiker (SPD), MdR, MdL                                                                             | 79    |       |
| 6. Juli  | Aneurin Bevan                           | britischer Politiker                                                                                            | 62    |       |
| 6. Juli  | Johann Gottfried Bischoff               | Stammapostel der Neuapostolischen Kirche                                                                        | 89    |       |
| 6. Juli  | Max Lüdin                               | Schweizer Rechtsmediziner                                                                                       | 76    |       |
| 6. Juli  | Hans Wilsdorf                           | deutsch-britischer Unternehmer, Gründer der ROLEX-Uhren-AG                                                      | 79    |       |
| 7. Juli  | Francis Browne                          | irischer Jesuit, Militärkaplan und Fotograf                                                                     | 80    |       |
| 7. Juli  | Fritz Lickint                           | deutscher Internist und Hochschullehrer                                                                         | 61    |       |
| 7. Juli  | Friedrich Völklein                      | deutscher Heimatdichter                                                                                         | 80    |       |
| 8. Juli  | Holger Cahill                           | isländisch-amerikanischer Kunsthistoriker                                                                       | 73    |       |
| 8. Juli  | Rigobert Funke-Elbstadt                 | Direktor des Salzburg Museums                                                                                   | 68    |       |
| 8. Juli  | Werner Meyer-Eppler                     | deutscher Physiker, Informationstheoretiker, Kommunikationsforscher und Phonetiker                              | 47    |       |
| 8. Juli  | Anton Barth von der Lippe               | norwegischer Reeder                                                                                             | 73    |       |
| 8. Juli  | Viktor Pratl                            | österreichischer Politiker (SDAP), Landtagsabgeordneter im Burgenland                                           | 64    |       |
| 8. Juli  | Otto Renner                             | deutscher Botaniker und Hochschulprofessor                                                                      | 77    |       |
| 9. Juli  | Edward Burlingame Hill                  | US-amerikanischer Komponist                                                                                     | 87    |       |
| 9. Juli  | Anna Lechner                            | österreichische Musikpädagogin                                                                                  | 66    |       |
| 9. Juli  | Friedrich Lehmann                       | deutscher Jurist                                                                                                | 71    |       |
| 9. Juli  | Carl W. Riddick                         | US-amerikanischer Politiker                                                                                     | 88    |       |
| 9. Juli  | Rudolph Carl von Ripper                 | österreichischer Maler des Surrealismus; Widerstandskämpfer                                                     | 55    |       |
| 9. Juli  | Walter Scharwenka                       | deutscher Komponist und Organist                                                                                | 79    |       |
| 9. Juli  | Erich Zieger                            | deutscher Forstwirt, Forstwissenschaftler und Hochschullehrer                                                   | 57    |       |
| 10. Juli | Hans Jahn                               | deutscher Politiker (SPD), MdB                                                                                  | 74    |       |
| 10. Juli | Udo Knorr                               | deutscher Maschinenbauer                                                                                        | 73    |       |
| 10. Juli | Ernst von Krause                        | deutscher Offizier, zuletzt Generalmajor im Zweiten Weltkrieg                                                   | 75    |       |
| 10. Juli | Johannes Rabeneck                       | deutscher Geistlicher und Dogmatiker                                                                            | 85    |       |
| 10. Juli | Arthur Wontner                          | britischer Schauspieler                                                                                         | 85    |       |
| 11. Juli | Gunnar Björling                         | finnischer Lyriker                                                                                              | 73    |       |
| 11. Juli | Ernst Andreas Büchel                    | liechtensteinischer Politiker                                                                                   | 63    |       |
| 11. Juli | Karl Gottfried zu Hohenlohe-Ingelfingen | deutscher Rittergutsbesitzer, Standesherr und Parlamentarier                                                    | 80    |       |
| 11. Juli | Max Köppen                              | deutscher Maler, Zeichner, Grafiker und Kunstlehrer                                                             | 82    |       |
| 11. Juli | Karl Kurz                               | deutscher Physiker, Pädagoge und Landesschulrat                                                                 | 79    |       |
| 11. Juli | Karl Mailänder                          | deutscher Beamter in der freien Wohlfahrtspflege, zuletzt als Regierungsdirektor                                | 77    |       |
| 11. Juli | Lisel Oppel                             | deutsche Malerin                                                                                                | 62    |       |
| 11. Juli | Robert-Auguste Touchon                  | französischer General                                                                                           | 81    |       |
| 11. Juli | Hilton Young, 1. Baron Kennet           | britischer Politiker, Unterhausabgeordneter und Peer                                                            | 81    |       |
| 12. Juli | Buddy Adler                             | US-amerikanischer Filmproduzent und Drehbuchautor                                                               | 54    |       |
| 12. Juli | Pietro Fumasoni Biondi                  | italienischer Geistlicher, Kardinal der Römischen Kirche                                                        | 87    |       |
| 12. Juli | Manfred Smolka                          | deutscher Oberleutnant der DDR-Grenzpolizei                                                                     | 29    |       |
| 13. Juli | Jozef Cíger-Hronský                     | slowakischer Schriftsteller                                                                                     | 64    |       |
| 13. Juli | Joy Davidman                            | US-amerikanische Schriftstellerin                                                                               | 45    |       |
| 13. Juli | Hans Loch                               | Vorsitzender der LDPD und Finanzminister der DDR                                                                | 61    |       |
| 13. Juli | James Thomas, 1. Viscount Cilcennin     | britischer Politiker (Konservative Partei), Mitglied des House of Commons                                       | 56    |       |
| 13. Juli | Dennis Westcott                         | englischer Fußballspieler                                                                                       | 43    |       |
| 14. Juli | Fernande Barrey                         | französische Prostituierte, Modell und Malerin                                                                  | 67    |       |
| 14. Juli | André Béhotéguy                         | französischer Rugby-Union-Spieler                                                                               | 59    |       |
| 14. Juli | Maurice de Broglie                      | französischer Physiker, Mitglied der Académie française                                                         | 85    |       |
| 14. Juli | Federico Chabod                         | italienischer Historiker                                                                                        | 59    |       |
| 14. Juli | Lothar Debes                            | deutscher Offizier sowie SS-Gruppenführer                                                                       | 70    |       |
| 14. Juli | Josef Gliebe                            | Gottscheer Priester und Publizist                                                                               | 87    |       |
| 14. Juli | José Olivares Larrondo                  | baskischer Schriftsteller und Journalist                                                                        | 67    |       |
| 14. Juli | Rafael David Saban                      | türkischer Großrabbiner                                                                                         |       |       |
| 15. Juli | Anton Giulio Bragaglia                  | italienischer Künstler des Futurismus                                                                           | 70    |       |
| 15. Juli | Wilhelm Jung                            | preußischer Landrat                                                                                             | 57    |       |
| 15. Juli | Clemens Schmalstich                     | deutscher Komponist und Dirigent                                                                                | 79    |       |
| 15. Juli | Hans Stoffers                           | deutscher Architekt                                                                                             | 78    |       |
| 15. Juli | Lawrence Tibbett                        | US-amerikanischer Opernsänger (Bariton)                                                                         | 63    |       |
| 16. Juli | Gaston Amson                            | französischer Fechter                                                                                           | 76    |       |
| 16. Juli | Evert Jakobsson                         | finnischer Speerwerfer                                                                                          | 74    |       |
| 16. Juli | Albert Kesselring                       | Generalfeldmarschall im Dritten Reich                                                                           | 74    |       |
| 16. Juli | John Phillips Marquand                  | US-amerikanischer Journalist und Schriftsteller                                                                 | 66    |       |
| 16. Juli | Carl Oelemann                           | deutscher Arzt und Präsident der Bundesärztekammer (1947–1949)                                                  | 74    |       |
| 16. Juli | Hans Sachsse                            | deutscher Komponist, Musikpädagoge und Architekt                                                                | 68    |       |
| 16. Juli | Ivan Evanđelist Šarić                   | katholischer Geistlicher, Erzbischof von Vrhbosna                                                               | 88    |       |
| 16. Juli | Julius Thomson                          | deutscher Fechter, zweimaliger deutscher Meister und Olympiateilnehmer                                          | 72    |       |
| 16. Juli | Harry Egerton Wimperis                  | englischer Wissenschaftler und Erfinder                                                                         | 83    |       |
| 17. Juli | Pavol Peter Gojdič                      | griechisch-katholischer Bischof von Prešov                                                                      | 72    |       |
| 17. Juli | Richard Jacob                           | deutscher Gitarrenbauer                                                                                         | 83    |       |
| 17. Juli | Walter Strich-Chapell                   | deutscher Kunstmaler                                                                                            | 82    |       |
| 18. Juli | Johannes Beutner                        | deutscher Maler                                                                                                 | 70    |       |
| 18. Juli | Eddie Brunner                           | Schweizer Jazz-Saxophonist und Klarinettist                                                                     | 47    |       |
| 18. Juli | Paco Escribano                          | dominikanischer Humorist und Entertainer                                                                        | 43    |       |
| 18. Juli | Friedrich Häcker                        | deutscher Landwirt und Politiker                                                                                | 63    |       |
| 18. Juli | Foster Adolph Reynolds                  | US-amerikanischer Instrumentenbauer                                                                             | 75    |       |
| 18. Juli | Pierre Verdé-Delisle                    | französischer Tennisspieler                                                                                     | 83    |       |
| 19. Juli | Alejandro Álvarez                       | chilenischer Jurist und Richter am Internationalen Gerichtshof                                                  | 92    |       |
| 19. Juli | Ernst Gorsemann                         | deutscher Bildhauer                                                                                             | 74    |       |
| 19. Juli | Matthias Jarren                         | deutscher Maler                                                                                                 | 88    |       |
| 20. Juli | Ernst Riemenschneider                   | deutscher Politiker (NSDAP), MdR                                                                                | 60    |       |
| 20. Juli | Hans Schlange-Schöningen                | deutscher Politiker (DNVP, CNBL, CDU), MdR, MdB                                                                 | 73    |       |
| 21. Juli | Massimo Bontempelli                     | italienischer Schriftsteller                                                                                    | 82    |       |
| 21. Juli | Phil Charig                             | US-amerikanischer Komponist und Liedtexter                                                                      | 57    |       |
| 21. Juli | André Coyne                             | französischer Ingenieur                                                                                         | 69    |       |
| 21. Juli | Clarence Hinkle                         | US-amerikanischer Maler und Kunstpädagoge                                                                       | 80    |       |
| 21. Juli | Al Hoffman                              | US-amerikanischer Filmkomponist und Liedtexter                                                                  | 57    |       |
| 21. Juli | William G. Lennox                       | US-amerikanischer Neurologe                                                                                     | 76    |       |
| 21. Juli | Lita de Ranitz                          | niederländische Schriftstellerin und Sammlerin von Puppenhäusern                                                | 84    |       |
| 22. Juli | Bodil Biørn                             | norwegische Missionarin und Zeugin des Völkermordes an den Armeniern                                            | 89    |       |
| 22. Juli | Antonio Bonavena                        | argentinischer Bandoneonist, Bandleader und Tangokomponist                                                      | 64    |       |
| 22. Juli | Alois Fehringer                         | österreichischer Politiker (ÖVP), Landtagsabgeordneter                                                          | 43    |       |
| 22. Juli | Iwan Issidorowitsch Gwai                | russischer Ingenieur                                                                                            | 54    |       |
| 22. Juli | Wolf von Niebelschütz                   | deutscher Schriftsteller und Historiker                                                                         | 47    |       |
| 22. Juli | Hans Nordvik                            | norwegischer Sportschütze                                                                                       | 79    |       |
| 22. Juli | Frédéric Osterrath                      | belgischer Ordensgeistlicher                                                                                    | 77    |       |
| 23. Juli | Anton Hausmann                          | sudetendeutscher Politiker (NSDAP), MdR                                                                         | 61    |       |
| 23. Juli | Emil Mehle                              | deutscher Unternehmer, Fabrikant für Aktenordner und Büro-Registraturartikel                                    | 92    |       |
| 23. Juli | František Omelka                        | tschechischer Lehrer für Tschechisch und Erdkunde, Jugendbuchautor und Esperanto-Übersetzer                     | 55    |       |
| 23. Juli | Prince Robinson                         | US-amerikanischer Jazz-Tenorsaxophonist und Klarinettist des Swing                                              | 58    |       |
| 23. Juli | Elie Spivak                             | kanadischer Geiger und Musikpädagoge                                                                            | 58    |       |
| 24. Juli | Hans Albers                             | deutscher Schauspieler und Sänger                                                                               | 68    |       |
| 24. Juli | Louie Cullen                            | englisch-britische Suffragette                                                                                  |       |       |
| 24. Juli | Alfred Goetze                           | deutscher evangelischer Theologe                                                                                | 79    |       |
| 24. Juli | John Lindroth                           | finnischer Turner                                                                                               | 76    |       |
| 24. Juli | Arch W. McFarlane                       | US-amerikanischer Politiker                                                                                     | 75    |       |
| 24. Juli | Leontine von Winterfeld-Platen          | deutsche Schriftstellerin                                                                                       | 77    |       |
| 25. Juli | Dennis Hoey                             | britischer Schauspieler                                                                                         | 67    |       |
| 25. Juli | Karl Klüsner                            | deutscher Schauspieler bei Bühne und Film                                                                       | 54    |       |
| 25. Juli | A. E. Matthews                          | britischer Schauspieler                                                                                         | 90    |       |
| 25. Juli | Karl Schröder                           | deutscher Bankbeamter und Amateur-Zauberkünstler                                                                | 83    |       |
| 26. Juli | Harald Beyer                            | norwegischer Literaturhistoriker                                                                                | 68    |       |
| 26. Juli | Welker Cochran                          | US-amerikanischer Billardspieler                                                                                | 62    |       |
| 26. Juli | Alois Degano                            | deutscher Architekt                                                                                             | 73    |       |
| 26. Juli | Francesc Folguera i Grassi              | katalanischer Architekt                                                                                         | 69    |       |
| 26. Juli | Cedric Gibbons                          | US-amerikanischer Art Director                                                                                  | 67    |       |
| 26. Juli | Wilhelm Kruse                           | deutscher Bildhauer                                                                                             | 72    |       |
| 26. Juli | Rudolf Kurtz                            | deutscher Schriftsteller, Essayist, Dramatiker, Drehbuchautor und Filmpublizist                                 | 75    |       |
| 26. Juli | Vilhelm Lindgrén                        | finnischer Schwimmer                                                                                            | 65    |       |
| 26. Juli | Rudolf Matt                             | liechtensteinischer Politiker (VP, später VU)                                                                   | 83    |       |
| 26. Juli | Maud Menten                             | kanadische Medizinerin                                                                                          | 81    |       |
| 26. Juli | Váša Příhoda                            | tschechischer Violinist                                                                                         | 59    |       |
| 26. Juli | Cyril Wright                            | britischer Segler                                                                                               | 74    |       |
| 26. Juli | Hubert Zotz                             | österreichischer Stuckateur                                                                                     | 84    |       |
| 27. Juli | Emmerich Frömel                         | österreichischer Politiker (SPÖ), Abgeordneter zum Nationalrat                                                  | 62    |       |
| 27. Juli | Liesl Karlstadt                         | deutsche Soubrette, Schauspielerin und Kabarettistin                                                            | 67    |       |
| 27. Juli | Georgi Kjosseiwanow                     | bulgarischer Politiker und Ministerpräsident                                                                    | 76    |       |
| 27. Juli | Wilhelm Piepenbrink                     | deutscher Politiker (SPD), MdL                                                                                  | 62    |       |
| 27. Juli | Martin Jacob Premsela                   | niederländischer Autor, Romanist und Übersetzer                                                                 | 64    |       |
| 27. Juli | José Tinelli                            | argentinischer Tangopianist, Bandleader und Komponist                                                           | 49    |       |
| 27. Juli | Julie Marie Vinter Hansen               | dänische Astronomin                                                                                             | 70    |       |
| 28. Juli | Arnold Alexandrowitsch Alschwang        | ukrainisch-sowjetischer Pianist, Komponist, Musikwissenschaftler und Musikpädagoge                              | 61    |       |
| 28. Juli | Enrique Amorim                          | uruguayischer Schriftsteller und Dichter                                                                        | 60    |       |
| 28. Juli | Peter Berten                            | deutscher Politiker (SPD, USPD), MdL                                                                            | 87    |       |
| 28. Juli | Max Dieckmann                           | deutscher Hochfrequenztechniker                                                                                 | 78    |       |
| 28. Juli | Clyde Kluckhohn                         | US-amerikanischer Anthropologe                                                                                  | 55    |       |
| 28. Juli | R. D. Musgrave                          | US-amerikanischer Filmtechniker                                                                                 | 61    |       |
| 28. Juli | Maria von Peteani                       | österreichische Zeichnerin und Schriftstellerin                                                                 | 72    |       |
| 28. Juli | Ethel Lilian Voynich                    | englische Schriftstellerin, Übersetzerin und Komponistin                                                        | 96    |       |
| 29. Juli | Mary Bailey                             | anglo-irische Fliegerin                                                                                         | 69    |       |
| 29. Juli | Robert P. Bass                          | US-amerikanischer Politiker und Gouverneur des Bundesstaates New Hampshire (1911–1913)                          | 86    |       |
| 29. Juli | Max Becker                              | deutscher Politiker (DVP, FDP), MdL                                                                             | 72    |       |
| 29. Juli | Jack Cox                                | britischer Kameramann                                                                                           | 70    |       |
| 29. Juli | Kristian Østervold                      | norwegischer Segler                                                                                             | 75    |       |
| 29. Juli | Hasan Saka                              | türkischer Politiker                                                                                            |       |       |
| 30. Juli | Fernand Bosmans                         | belgischer Degenfechter                                                                                         | 77    |       |
| 30. Juli | Alhard von Burgsdorff                   | deutscher Industrieller, Landwirt und Geflügelzüchter                                                           | 69    |       |
| 30. Juli | Carl Otto Czeschka                      | österreichisch-deutscher Grafiker und Maler                                                                     | 81    |       |
| 30. Juli | Arvin Garrison                          | US-amerikanischer Jazzgitarrist                                                                                 | 37    |       |
| 30. Juli | Arnold Königs                           | deutscher Architekt                                                                                             | 89    |       |
| 31. Juli | Martin Karl Hasse                       | deutscher Hochschullehrer, Komponist und Musikschriftsteller                                                    | 77    |       |
| 31. Juli | Karl Lempp                              | deutscher Mediziner, an der Kinder-„Euthanasie“ in der Zeit des Nationalsozialismus beteiligt                   | 79    |       |
| 31. Juli | Philip Perlman                          | US-amerikanischer Politiker und Jurist                                                                          | 70    |       |
| 31. Juli | Hedwig Thyssen                          | Tochter von August Thyssen, Mitinhaberin von Thyssen & Co                                                       | 81    |       |

## August
| Tag        | Name                               | Beruf, bekannt als                                                                                              | Alter | Beleg |
| ---------- | ---------------------------------- | --- | ----- | ----- |
| 1. August  | Horace Bailey                      | englischer Fußballspieler                                                                                       | 79    |       |
| 1. August  | Ernst Bormann                      | deutscher Offizier, zuletzt Generalmajor im Zweiten Weltkrieg                                                   | 62    |       |
| 1. August  | Eldon Lee Edwards                  | US-amerikanischer Ku-Klux-Klan-Führer                                                                           | 51    |       |
| 1. August  | Ascan Lutteroth                    | deutscher Landgerichtsdirektor                                                                                  | 85    |       |
| 1. August  | Nikolai Sergejewitsch Schatski     | sowjetischer Geologe                                                                                            | 64    |       |
| 2. August  | Kurt Felix                         | deutscher Mediziner                                                                                             | 72    |       |
| 2. August  | Julius von Gierke                  | deutscher Rechtswissenschaftler                                                                                 | 85    |       |
| 2. August  | Bob Gutowski                       | US-amerikanischer Stabhochspringer                                                                              | 25    |       |
| 2. August  | Jules Lowie                        | belgischer Radrennfahrer                                                                                        | 46    |       |
| 2. August  | Werner Möckel                      | deutscher Fußballspieler                                                                                        | 37    |       |
| 2. August  | Gertrude Sayre                     | US-amerikanische Journalistin                                                                                   | 59    |       |
| 4. August  | Nikolaus Falger                    | österreichischer Politiker (CSP), Abgeordneter zum Nationalrat                                                  | 72    |       |
| 4. August  | Josef Golüke                       | deutscher Politiker (CDU), MdL                                                                                  | 65    |       |
| 4. August  | Frédéric Théllusson                | belgischer Autorennfahrer                                                                                       | 66    |       |
| 5. August  | Ferdinand Freund                   | österreichischer Politiker (SPÖ), Amtsführender Stadtrat                                                        | 66    |       |
| 5. August  | Arthur Meighen                     | kanadischer Politiker, Premierminister von Kanada                                                               | 86    |       |
| 5. August  | Sammy Stewart                      | US-amerikanischer Jazz-Musiker und Bandleader                                                                   |       |       |
| 6. August  | Charles Émile Altorffer            | elsässischer Pfarrer, Beamter und Politiker                                                                     | 79    |       |
| 6. August  | Wilbur Burroughs                   | US-amerikanischer Diskuswerfer                                                                                  | 76    |       |
| 6. August  | Umberto Ferrari                    | italienischer Bahnradsportler                                                                                   | 83    |       |
| 7. August  | André Bloch                        | französischer Komponist                                                                                         | 87    |       |
| 7. August  | Otto Eskeles                       | deutsch-israelischer Bankier                                                                                    | 73    |       |
| 7. August  | Salvatore Ferragamo                | italienischer Schuhdesigner                                                                                     | 62    |       |
| 7. August  | Luis Firpo                         | argentinischer Boxer im Schwergewicht                                                                           | 65    |       |
| 7. August  | Heinz Gartmann                     | deutscher Raketen-Ingenieur, Publizist und Autor im Bereich Technikgeschichte und Raumfahrt-Literatur           | 42    |       |
| 7. August  | Väinö Hannikainen                  | finnischer Komponist                                                                                            | 60    |       |
| 7. August  | Karl Paulin                        | österreichischer Schriftsteller, Volkkundler und Publizist                                                      | 72    |       |
| 7. August  | Carl Pfleiderer                    | deutscher Maschinenbauingenieur und Hochschullehrer                                                             | 79    |       |
| 7. August  | Hans Friedrich Secker              | deutscher Kunsthistoriker                                                                                       | 72    |       |
| 7. August  | Rudolf Stolz                       | Südtiroler Maler                                                                                                | 86    |       |
| 8. August  | Jerry Dupuis                       | kanadischer Skispringer                                                                                         | 55    |       |
| 8. August  | Máximo Garay                       | ungarischer Fußballtrainer                                                                                      | 62    |       |
| 8. August  | Georg Mayer-Marton                 | österreichischer Maler                                                                                          | 63    |       |
| 8. August  | Ambrogio Squintani                 | Bischof von Ascoli Piceno in Italien                                                                            | 75    |       |
| 9. August  | Balthasar Burkart                  | deutscher Mechaniker, Bauarbeiter und Politiker (BCSV/CDU)                                                      | 64    |       |
| 9. August  | Richard Cramer                     | US-amerikanischer Schauspieler                                                                                  | 71    |       |
| 9. August  | Julius Ferdinand Donau             | österreichischer Chemiker                                                                                       | 83    |       |
| 9. August  | Walther Georg Ehrbar               | Schweizer Grafiker und Maler                                                                                    | 76    |       |
| 9. August  | Friedrich Heydenau                 | österreichischer Schriftsteller                                                                                 | 74    |       |
| 9. August  | Wilhelm Schubart                   | deutscher klassischer Philologe, Althistoriker und Papyrologe                                                   | 86    |       |
| 9. August  | Anton Tinnes                       | deutscher Geologe und Kommunalpolitiker                                                                         | 61    |       |
| 9. August  | Marie Ulfers                       | deutsche Schriftstellerin                                                                                       | 71    |       |
| 9. August  | Felix Uppenkamp                    | deutscher katholischer Priester und Propst                                                                      | 79    |       |
| 10. August | Mischa Bakaleinikoff               | russischer Filmkomponist, der in Hollywood arbeitete                                                            | 69    |       |
| 10. August | Alfred Kuhn                        | deutscher Chemiker und Autor                                                                                    | 64    |       |
| 10. August | Frank Lloyd                        | britisch US-amerikanischer Schauspieler, Regisseur und Produzent                                                | 74    |       |
| 10. August | Hermann Rhein                      | deutscher Politiker (SPD)                                                                                       | 92    |       |
| 10. August | Emil Strauß                        | deutscher Dichter                                                                                               | 94    |       |
| 10. August | Oswald Veblen                      | US-amerikanischer Mathematiker                                                                                  | 80    |       |
| 11. August | Hans Meineke                       | deutscher Manager, Politiker (BDV, FDP) und Bremer Senator                                                      | 70    |       |
| 11. August | Walter Stengel                     | deutscher Kulturhistoriker und Museumsleiter                                                                    | 77    |       |
| 12. August | Paul Karl Julius Hahn              | deutscher Widerstandskämpfer                                                                                    | 67    |       |
| 12. August | James McPherson                    | schottischer Fußballtrainer                                                                                     | 69    |       |
| 13. August | Giustiniano Degli Azzi Vitelleschi | italienischer Historiker und Archivar                                                                           | 86    |       |
| 13. August | Walther Hillert                    | deutscher Offizier und Generalmajor im Zweiten Weltkrieg                                                        | 67    |       |
| 13. August | Paul Hühnerfeld                    | deutscher Publizist                                                                                             | 34    |       |
| 13. August | Hans Lange                         | deutsch-US-amerikanischer Dirigent                                                                              | 76    |       |
| 13. August | Ernst Noelle                       | deutscher Manager                                                                                               | 73    |       |
| 14. August | Jaime Cortesão                     | portugiesischer Arzt, Politiker, Historiker, Autor                                                              | 76    |       |
| 15. August | Almighty Voice                     | kanadischer Lacrossespieler                                                                                     | 87    |       |
| 15. August | Charles Brookins                   | US-amerikanischer Leichtathlet                                                                                  | 60    |       |
| 15. August | Inna Burdutschenko                 | sowjetische Schauspielerin                                                                                      | 21    |       |
| 15. August | Elisabeth Hablik-Lindemann         | deutsche Kunstgewerblerin und Handwebemeisterin                                                                 | 80    |       |
| 15. August | George A. Kennedy                  | US-amerikanischer Sinologe                                                                                      | 59    |       |
| 15. August | Charles E. Mees                    | britisch-US-amerikanischer Physiker und Photograph                                                              | 78    |       |
| 15. August | Helge Rungwald                     | dänischer Schauspieler und Regisseur                                                                            | 54    |       |
| 15. August | Fritz Taeger                       | deutscher Althistoriker                                                                                         | 66    |       |
| 16. August | Adalbert Dufek                     | österreichischer Chemiker, Branddirektor und Kommandant der Feuerwehr der Stadt Wien                            | 57    |       |
| 16. August | Victor Müller-Heß                  | deutscher Rechtsmediziner                                                                                       | 77    |       |
| 16. August | Georges Oltramare                  | Schweizer Politiker (Union nationale)                                                                           | 64    |       |
| 17. August | Lina Richter                       | deutsche Pädagogin und Lehrerin                                                                                 | 88    |       |
| 17. August | Charles W. Ryder                   | US-amerikanischer Armee-General                                                                                 | 68    |       |
| 18. August | Carlo Emilio Bonferroni            | italienischer Mathematiker                                                                                      | 68    |       |
| 18. August | Andrea Da Mosto                    | Direktor des Staatsarchivs Venedig                                                                              | 92    |       |
| 18. August | Blanche Gauthier                   | kanadische Schauspielerin und Sängerin                                                                          |       |       |
| 18. August | Max Römer                          | deutscher Maler                                                                                                 | 81    |       |
| 19. August | Usher L. Burdick                   | US-amerikanischer Politiker                                                                                     | 81    |       |
| 19. August | Frances Cornford                   | britische Dichterin                                                                                             | 74    |       |
| 19. August | Lewis Namier                       | englischer Historiker                                                                                           | 72    |       |
| 19. August | Max Trautz                         | deutscher Chemiker                                                                                              | 80    |       |
| 20. August | Daniel Ellison                     | US-amerikanischer Politiker                                                                                     | 74    |       |
| 20. August | Wilhelm Kunze                      | deutscher Generalmajor                                                                                          | 65    |       |
| 20. August | Rudolf Moser                       | Schweizer Komponist                                                                                             | 68    |       |
| 20. August | John Francis O’Hara                | US-amerikanischer Geistlicher, Erzbischof von Philadelphia und Kardinal                                         | 72    |       |
| 20. August | Paul Smets                         | deutscher Musikwissenschaftler, Glocken- und Orgelsachverständiger                                              | 58    |       |
| 20. August | Paul Wichmann                      | deutscher Dermatologe und Hochschullehrer an der Universität Hamburg                                            | 88    |       |
| 21. August | Albert Bauer                       | deutscher Schriftsteller                                                                                        | 69    |       |
| 21. August | Olaf Helset                        | norwegischer Heeresoffizier und Sportfunktionär                                                                 | 68    |       |
| 21. August | Heinz Reitbauer                    | deutscher Bankdirektor und Politiker (FDP)                                                                      | 61    |       |
| 21. August | David B. Steinman                  | US-amerikanischer Brückenbau-Ingenieur                                                                          | 74    |       |
| 21. August | Otto Tegetmeyer                    | deutscher Instrumentenbauer                                                                                     | 85    |       |
| 22. August | Ilse Bois                          | deutsch-US-amerikanische Kabarettistin, Schauspielerin und Parodistin                                           | 64    |       |
| 22. August | Sepp Hainzl                        | österreichischer Politiker (NSDAP), MdR und SS-Führer                                                           | 72    |       |
| 22. August | Bruno Loerzer                      | deutscher Jagdpilot, Offizier im Zweiten Weltkrieg                                                              | 69    |       |
| 22. August | Eduard Pütsep                      | estnischer Ringer und Trainer                                                                                   | 61    |       |
| 22. August | Paul Schwenk                       | deutscher kommunistischer Politiker (SPD, USPD, KPD)                                                            | 80    |       |
| 22. August | Johannes Sikkar                    | estnischer Politiker                                                                                            | 62    |       |
| 22. August | Oswald West                        | US-amerikanischer Politiker                                                                                     | 87    |       |
| 22. August | Tage William-Olsson                | schwedischer Architekt                                                                                          | 72    |       |
| 23. August | Arend Braye                        | deutscher Gewerkschafter, Politiker (SPD), MdL                                                                  | 69    |       |
| 23. August | Oscar Hammerstein II               | US-amerikanischer Musical-Produzent, Librettist und Liedtexter                                                  | 65    |       |
| 24. August | Erwin Ackerknecht                  | deutscher Volksbibliothekar, Direktor des Schiller-Nationalmuseums                                              | 79    |       |
| 24. August | Edward Benedicks                   | schwedischer Sportschütze                                                                                       | 81    |       |
| 24. August | Arthur Etterich                    | deutscher Politiker (NSDAP), MdR und SA-Führer                                                                  | 66    |       |
| 24. August | Karl Euler                         | deutscher Theologe und Oberkonsistorialrat                                                                      | 87    |       |
| 24. August | Paul Kuhfuss                       | deutscher Maler und Zeichner                                                                                    | 77    |       |
| 24. August | Robert Eduard Loesener             | Hamburger Reeder                                                                                                | 91    |       |
| 24. August | Samuel Andrew Stouffer             | US-amerikanischer Soziologe                                                                                     | 60    |       |
| 25. August | Raymond Abrashkin                  | US-amerikanischer Schriftsteller, Drehbuchautor und Regisseur                                                   | 49    |       |
| 25. August | Josef Ernecker                     | österreichischer Politiker (ÖVP)                                                                                | 65    |       |
| 25. August | Robert Foster                      | US-amerikanischer Schwimmer                                                                                     | 69    |       |
| 25. August | Ali Maher Pascha                   | ägyptischer Politiker                                                                                           |       |       |
| 26. August | Mark Hambourg                      | russisch-britischer Pianist                                                                                     | 81    |       |
| 26. August | Knud Enemark Jensen                | dänischer Radrennfahrer                                                                                         | 23    |       |
| 26. August | Anatoli Fjodorowitsch Kapustinski  | polnisch-russischer Chemiker                                                                                    | 53    |       |
| 26. August | Richard Krzymowski                 | deutscher Agrarwissenschaftler                                                                                  | 84    |       |
| 27. August | Ludwig Bertalot                    | deutscher Renaissanceforscher und Bibliograph                                                                   | 75    |       |
| 27. August | Curt Corrinth                      | deutscher Lyriker, Romancier, Dramatiker und Drehbuchautor                                                      | 66    |       |
| 27. August | Isidore Lillian                    | US-amerikanischer Unterhaltungskünstler, Theaterautor und Komponist                                             | 77    |       |
| 27. August | Wilhelm Niemeyer                   | deutscher Kunsthistoriker, Dozent und Schriftsteller                                                            | 86    |       |
| 28. August | Werner Budde                       | deutscher Mediziner                                                                                             | 73    |       |
| 28. August | Julius Frey                        | deutscher Schwimmer                                                                                             | 78    |       |
| 28. August | Edward Hennig                      | US-amerikanischer Turner                                                                                        | 80    |       |
| 28. August | Friedrich Schulze                  | deutscher Historiker und Museumsdirektor                                                                        | 79    |       |
| 28. August | Albin Stark                        | schwedischer Architekt                                                                                          | 75    |       |
| 28. August | Georg Sticker                      | deutscher Hygieniker und Medizinhistoriker                                                                      | 100   |       |
| 28. August | William R. Thom                    | US-amerikanischer Politiker                                                                                     | 75    |       |
| 29. August | Vicki Baum                         | österreichische Harfenistin und Schriftstellerin                                                                | 72    |       |
| 29. August | David Diop                         | senegalesischer Dichter                                                                                         | 33    |       |
| 29. August | Hanno Hahn                         | deutscher Kunsthistoriker und Architekturforscher                                                               | 38    |       |
| 29. August | Oscar Hedstrom                     | US-amerikanischer Erfinder                                                                                      | 89    |       |
| 29. August | Dary Holm                          | deutsche Schauspielerin                                                                                         | 63    |       |
| 29. August | Artur Kutscher                     | deutscher Literatur- und Theaterwissenschaftler                                                                 | 82    |       |
| 29. August | Jaroslav Žák                       | tschechischer Lehrer, Schriftsteller und Drehbuchautor                                                          | 53    |       |
| 30. August | Christian Friedrich Koennecke      | deutscher Komponist                                                                                             | 84    |       |
| 30. August | Jimmy Slattery                     | US-amerikanischer Boxer im Halbschwergewicht                                                                    | 56    |       |
| 30. August | István Szőnyi                      | ungarischer Maler und Grafiker                                                                                  | 66    |       |
| 31. August | Walter Neff                        | deutscher Funktionshäftling und Oberpfleger im KZ Dachau                                                        | 51    |       |
| 31. August | Walter Ott                         | deutscher Politiker (FDP/DVP), MdL                                                                              | 55    |       |
| 31. August | Bernhard Perren                    | Schweizer Skirennfahrer und Bergführer                                                                          | 32    |       |
| 31. August | Rudolf Spanner                     | deutscher Arzt im Danziger anatomischen Institut                                                                | 65    |       |
| 31. August | František Valena                   | tschechischer katholischer Akademiker, Vorsitzender der Zentrale der Katholischen Studenten (ÚKS), Studenten... | 46    |       |
| August     | Jimmy Bertrand                     | US-amerikanischer Jazz- und Blues-Schlagzeuger                                                                  | 60    |       |
| August     | Warren Newcombe                    | US-amerikanischer Spezialeffektkünstler, Matte Painter und Szenenbildner                                        | 66    |       |

## September
| Tag           | Name                                  | Beruf, bekannt als                                                                                              | Alter | Beleg |
| ------------- | ------------------------------------- | --- | ----- | ----- |
| 1. September  | Fritz Gartz                           | deutscher Maler                                                                                                 | 77    |       |
| 1. September  | Knud Heglund                          | dänischer Schauspieler                                                                                          | 66    |       |
| 1. September  | Hisamuddin Alam Shah                  | malaysischer König, Sultan von Selangor                                                                         | 62    |       |
| 1. September  | Paul Otto Pfleiderer                  | deutscher Unternehmer                                                                                           | 80    |       |
| 1. September  | Mario Riva                            | italienischer Fernsehmoderator und Schauspieler                                                                 | 47    |       |
| 1. September  | Hermann Schmitz                       | deutscher Entomologe und Jesuit                                                                                 | 82    |       |
| 1. September  | Franz Trenk                           | österreichischer Industrie- und Landschaftsmaler                                                                | 61    |       |
| 1. September  | Robert Wirth                          | deutscher Politiker (SPD, ASPD, SED) und Mitglied des Sächsischen Landtages (1909–1926)                         | 94    |       |
| 2. September  | Erhard Buschbeck                      | österreichischer Schriftsteller                                                                                 | 71    |       |
| 2. September  | Joseph Curtel                         | französischer Radrennfahrer                                                                                     | 66    |       |
| 2. September  | Hector Hogan                          | australischer Leichtathlet                                                                                      | 29    |       |
| 2. September  | Max Nathan                            | deutscher Autorennfahrer                                                                                        | 41    |       |
| 2. September  | Frederick John Marrian Stratton       | britischer Astronom                                                                                             | 78    |       |
| 3. September  | Werner Bunnenberg                     | US-deutscher Ingenieur und Hochschullehrer                                                                      | 59    |       |
| 3. September  | Joseph Lamb                           | US-amerikanischer Ragtime-Pianist und -Komponist                                                                | 72    |       |
| 4. September  | Alfred E. Green                       | US-amerikanischer Regisseur                                                                                     | 71    |       |
| 4. September  | Kaspar Jolk                           | deutscher Bankdirektor                                                                                          | 79    |       |
| 4. September  | Gustave Pelgrims                      | belgischer Fußballspieler                                                                                       | 82    |       |
| 4. September  | Laurent Riboulet                      | französischer Tennisspieler                                                                                     | 89    |       |
| 4. September  | Elfriede Strnad                       | deutsche Sozialpädagogin und Fröbelpädagogin                                                                    | 70    |       |
| 4. September  | Hugo Wolf                             | deutscher Politiker (VRP) und ehemaliger Abgeordneter des Landtags des Volksstaates Hessen in der Weimarer R... | 64    |       |
| 4. September  | Alfred Zenns                          | deutscher Architekt                                                                                             | 80    |       |
| 5. September  | Erhard Bartsch                        | deutscher Pionier der biologisch-dynamischen Landwirtschaft                                                     | 65    |       |
| 5. September  | Emilio Esteban-Infantes               | spanischer General und Generalstäbler, Kommandeur der Blauen Division                                           | 68    |       |
| 5. September  | Heinrich Koppenberg                   | deutscher Industrie-Manager, Wehrwirtschaftsführer im Dritten Reich                                             | 80    |       |
| 5. September  | Earl Long                             | US-amerikanischer Politiker                                                                                     | 65    |       |
| 5. September  | Karl Stäbler                          | deutscher Politiker                                                                                             | 70    |       |
| 5. September  | Iossif Adolfowitsch Trachtenberg      | sowjetischer Wirtschaftswissenschaftler                                                                         | 77    |       |
| 6. September  | Karl Friedrich Brust                  | deutscher Maler, Grafiker und Zeichner                                                                          | 63    |       |
| 6. September  | Nils Carlbom                          | schwedischer Fußballspieler                                                                                     | 68    |       |
| 6. September  | Eugene F. Kinkead                     | US-amerikanischer Politiker                                                                                     | 84    |       |
| 6. September  | György Piller                         | ungarischer Fechter                                                                                             | 61    |       |
| 6. September  | Bernhard Schmidt                      | deutscher Lagerkommandant im KZ Lichtenburg und KZ Sachsenburg                                                  | 70    |       |
| 7. September  | Theo Buchwald                         | peruanischer Dirigent                                                                                           | 57    |       |
| 7. September  | Ludwig Burchard                       | deutscher Kunsthistoriker                                                                                       | 74    |       |
| 7. September  | Fernand Delarge                       | belgischer Boxer                                                                                                | 57    |       |
| 7. September  | Clive Gallop                          | britischer Konstrukteur, Autorennfahrer und Flieger im Ersten Weltkrieg                                         | 68    |       |
| 7. September  | Alfonso Ortiz Tirado                  | mexikanischer Arzt und Sänger                                                                                   | 67    |       |
| 7. September  | Wilhelm Pieck                         | deutscher Kommunist, Politiker (SPD, SED), MdR, MdV und Präsident der DDR                                       | 84    |       |
| 7. September  | Jacques Schmid                        | Schweizer Politiker                                                                                             | 78    |       |
| 7. September  | José Serrato                          | uruguayischer Präsident                                                                                         | 91    |       |
| 8. September  | Feroze Gandhi                         | indischer Politiker und Journalist                                                                              | 48    |       |
| 8. September  | Dagoberto Godoy                       | chilenischer Pilot, der als erster die Anden überflog                                                           | 67    |       |
| 8. September  | Edmund Meusel                         | deutscher Bildhauer                                                                                             | 84    |       |
| 8. September  | Oscar Pettiford                       | US-amerikanischer Musiker                                                                                       | 37    |       |
| 8. September  | Adalberto Tejeda Olivares             | mexikanischer Botschafter                                                                                       | 77    |       |
| 8. September  | Vilmos Huszár                         | ungarischer Maler und Grafiker                                                                                  | 76    |       |
| 9. September  | Leonhard Adam                         | deutscher Ethnologe                                                                                             | 68    |       |
| 9. September  | Jussi Björling                        | schwedischer Opernsänger (Tenor)                                                                                | 49    |       |
| 9. September  | Ralph G. Brooks                       | US-amerikanischer Politiker                                                                                     | 62    |       |
| 9. September  | Hans Doerr                            | deutscher Generalmajor, Militärattaché                                                                          | 62    |       |
| 9. September  | Karl Helm                             | deutscher Germanist und Religionswissenschaftler                                                                | 89    |       |
| 9. September  | Joseph H. Himes                       | US-amerikanischer Politiker                                                                                     | 75    |       |
| 09. September | Iván Rakovszky                        | ungarischer Politiker, Innenminister und Minister für Unterricht und Kultus                                     | 75    |       |
| 9. September  | Theodor Stiebel                       | deutscher Unternehmer                                                                                           | 66    |       |
| 9. September  | Leslie Bannister Walton               | britischer Romanist und Hispanist                                                                               |       |       |
| 10. September | Friedrich Frank                       | deutscher Politiker (SPD), MdHB                                                                                 | 76    |       |
| 10. September | Harold Gillies                        | britischer Otolaryngologe und Chirurg                                                                           | 78    |       |
| 10. September | Kiem Pauli                            | bairischer Volksmusiker und Volksmusiksammler                                                                   | 77    |       |
| 10. September | Boris Alexandrowitsch Lindener        | russischer Mineraloge und Hochschullehrer                                                                       | 76    |       |
| 10. September | Alfred Meusel                         | deutscher Soziologe und Historiker, MdV                                                                         | 64    |       |
| 10. September | Fjodor Iwanowitsch Panfjorow          | sowjetischer Schriftsteller                                                                                     | 63    |       |
| 10. September | Edith Nourse Rogers                   | US-amerikanische Politikerin                                                                                    | 79    |       |
| 10. September | Hugo Scheele                          | deutscher Maler, Grafiker und Schriftsteller                                                                    | 79    |       |
| 10. September | Josephine Sticker                     | österreichische Schwimmerin                                                                                     | 66    |       |
| 11. September | Wilhelm Mattes                        | deutscher Lehrer und Heimatforscher sowie Vor- und Frühgeschichtsforscher                                       | 75    |       |
| 11. September | Edwin Justus Mayer                    | US-amerikanischer Drehbuchautor                                                                                 | 63    |       |
| 11. September | Karl Benno von Mechow                 | deutscher Autor                                                                                                 | 63    |       |
| 11. September | Josef Schmidt-Diemel                  | deutscher Politiker (CDU), MdL                                                                                  | 62    |       |
| 12. September | Egon Berger-Waldenegg                 | österreichischer Jurist, Politiker und Gutsbesitzer                                                             | 80    |       |
| 12. September | Curt Goetz                            | deutsch-schweizerischer Schriftsteller und Schauspieler                                                         | 71    |       |
| 12. September | Alfred Healey                         | britischer Hürdenläufer und Sprinter                                                                            | 81    |       |
| 12. September | Monica Whately                        | englisch-britische Suffragette und politische Aktivistin                                                        | 70    |       |
| 13. September | Friedrich Buhmann                     | deutscher Bildhauer und Restaurator                                                                             | 84    |       |
| 13. September | Werner Dehn                           | deutscher Ruderer                                                                                               | 70    |       |
| 13. September | Hedda Eulenberg                       | deutsche Übersetzerin und Schriftstellerin                                                                      | 84    |       |
| 15. September | Hans Fittko                           | deutscher Widerstandskämpfer und Fluchthelfer im Zweiten Weltkrieg                                              | 57    |       |
| 13. September | Frantz Fulpius                        | Schweizer Architekt und Politiker                                                                               | 91    |       |
| 13. September | Thomas C. Hennings                    | US-amerikanischer Politiker (Demokratische Partei)                                                              | 57    |       |
| 13. September | Fritz Kreß                            | deutscher Politiker (SPD), MdL                                                                                  | 64    |       |
| 13. September | Birchall Pearson                      | kanadischer Sprinter                                                                                            | 46    |       |
| 13. September | Paul Weatherwax                       | US-amerikanischer Filmeditor                                                                                    | 60    |       |
| 13. September | Leó Weiner                            | ungarischer Komponist                                                                                           | 75    |       |
| 14. September | Just Dillgardt                        | deutscher Lokalpolitiker (NSDAP), Verbandsfunktionär und Konzernmanager                                         | 71    |       |
| 14. September | Christian Jahreiß                     | methodistischer Pfarrer und Autor                                                                               | 61    |       |
| 14. September | Roman Keill                           | deutscher Kaufmann                                                                                              | 72    |       |
| 14. September | Antônio Reis                          | brasilianischer Geistlicher, römisch-katholischer Bischof von Santa Maria                                       | 74    |       |
| 14. September | Richard Sjöberg                       | schwedischer Leichtathlet                                                                                       | 69    |       |
| 15. September | Bruno Buchwieser senior               | österreichischer Architekt                                                                                      | 76    |       |
| 15. September | Héctor Castro                         | uruguayischer Fußballspieler und Fußballtrainer                                                                 | 55    |       |
| 15. September | Johannes Fest                         | deutscher Politiker                                                                                             | 71    |       |
| 15. September | Else Frølich                          | norwegisch-dänische Schauspielerin und Sängerin                                                                 | 80    |       |
| 15. September | Hugo Rasch                            | deutscher Politiker (SPD), MdB                                                                                  | 47    |       |
| 16. September | Clarence Childs                       | US-amerikanischer Hammerwerfer                                                                                  | 77    |       |
| 16. September | John Cheever Cowdin                   | US-amerikanischer Bankier                                                                                       |       |       |
| 16. September | Alfredo Ferraz                        | portugiesischer Karambolagespieler und Weltmeister                                                              | 58    |       |
| 16. September | Hermann Hussong                       | deutscher Architekt und Stadtplaner                                                                             | 78    |       |
| 16. September | Wilhelm Pfanhauser junior             | österreichischer Galvanotechniker                                                                               | 84    |       |
| 16. September | Wilhelm Rahn                          | deutscher Politiker (BP, CSU), MdB                                                                              | 60    |       |
| 16. September | Leo Spitzer                           | österreichischer Romanist und Literaturtheoretiker                                                              | 73    |       |
| 17. September | Franziska Hager                       | bayerische Schriftstellerin                                                                                     | 86    |       |
| 17. September | Otto Pietsch                          | deutscher Schriftsteller                                                                                        | 86    |       |
| 18. September | Walter B. Beals                       | US-amerikanischer Richter                                                                                       | 84    |       |
| 18. September | John Russell Fearn                    | britischer Schriftsteller                                                                                       | 52    |       |
| 18. September | Hanho Rhi                             | südkoreanischer Unternehmer und Judopionier                                                                     | 65    |       |
| 18. September | Angèle Sydow                          | polnisch-niederländische Tänzerin                                                                               | 70    |       |
| 18. September | B. B. Kahane                          | US-amerikanischer Filmproduzent                                                                                 | 68    |       |
| 18. September | Walther Kranz                         | deutscher Altphilologe                                                                                          | 75    |       |
| 18. September | Jacob Banks Kurtz                     | US-amerikanischer Politiker                                                                                     | 92    |       |
| 18. September | Owen Marks                            | britisch-US-amerikanischer Filmeditor                                                                           | 61    |       |
| 18. September | Voldemar Tago                         | estnischer Dirigent                                                                                             | 73    |       |
| 19. September | Max Baerecke                          | deutscher Politiker der DNVP                                                                                    | 87    |       |
| 19. September | Johannes Fritze                       | deutscher Politiker (FDP)                                                                                       | 71    |       |
| 19. September | Ewald Frömming                        | deutscher Zoologe und Malakologe                                                                                | 61    |       |
| 19. September | Secharja Gloska                       | israelischer Politiker, Minister und Knesset-Abgeordneter                                                       |       |       |
| 19. September | Gerald Isaacs, 2. Marquess of Reading | britischer Jurist und Politiker                                                                                 | 70    |       |
| 19. September | Leo Landau                            | Rechtsanwalt und Zionist                                                                                        | 80    |       |
| 19. September | Werner Richter                        | deutscher Germanist und Hochschullehrer                                                                         | 73    |       |
| 19. September | Zakar Tarver                          | türkischer Radiologe, Arzt und Politiker                                                                        |       |       |
| 19. September | Friedrich Wotke                       | österreichischer Klassischer Philologe und Gymnasiallehrer                                                      | 66    |       |
| 20. September | Michel Brusselmans                    | belgischer Komponist                                                                                            | 74    |       |
| 20. September | Ernest W. Goodpasture                 | US-amerikanischer Pathologe                                                                                     | 73    |       |
| 20. September | Harry Burt                            | britischer Sportschütze                                                                                         | 85    |       |
| 20. September | Emma Kretschmer                       | deutsche Pädagogin                                                                                              | 65    |       |
| 20. September | Ida Rubinstein                        | russische Tänzerin, Schauspielerin und Choreografin                                                             | 74    |       |
| 20. September | Otto Schäfer                          | deutscher Politiker (FDP)                                                                                       | 74    |       |
| 20. September | Otto Unshelm                          | deutscher Karambolagespieler und mehrfacher Deutscher Meister im Dreiband                                       | 69    |       |
| 21. September | Emil Berlanda                         | österreichischer Komponist                                                                                      | 54    |       |
| 21. September | Schmuel Halkin                        | russischer jiddisch-schreibender Dichter, Schriftsteller, Dramatiker und Übersetzer                             | 62    |       |
| 21. September | Gustav Köhler                         | deutscher Bildhauer                                                                                             | 75    |       |
| 21. September | Franz Merkle                          | deutscher Volkswirt und Schriftleiter von Die Wirtschaftsprüfung                                                | 55    |       |
| 21. September | Julius Reiber                         | Landtagsabgeordneter Volksstaat Hessen                                                                          | 77    |       |
| 21. September | Frank Elmore Ross                     | US-amerikanischer Astronom und Physiker                                                                         | 86    |       |
| 21. September | Manlio di Veroli                      | italienischer Pianist, Gesangslehrer und Komponist                                                              | 72    |       |
| 22. September | Melanie Klein                         | österreichisch-britische Psychoanalytikerin                                                                     | 78    |       |
| 22. September | Jenny Matern                          | deutsche Politikerin (SPD, KPD, SED, DFD), MdV                                                                  | 56    |       |
| 22. September | Anton Reus                            | deutscher Jurist und Politiker                                                                                  | 78    |       |
| 22. September | Max-Günther Schrank                   | deutscher General der Deutschen Wehrmacht                                                                       | 61    |       |
| 22. September | Friedrich Triebel                     | deutscher Politiker (NSDAP), MdR                                                                                | 72    |       |
| 22. September | Wilhelmine Vorreiter                  | deutsche Politikerin                                                                                            | 71    |       |
| 23. September | Marcel Hussaud                        | französischer Wasserballspieler                                                                                 | 66    |       |
| 23. September | Serafim da Silva Neto                 | brasilianischer Romanist, Lusitanist und Altphilologe                                                           | 43    |       |
| 23. September | Carl Arthur Pastor                    | deutscher Bankier und Versicherungsunternehmer                                                                  | 75    |       |
| 23. September | Roberto Ray                           | argentinischer Tangosänger                                                                                      | 47    |       |
| 24. September | Harald Braun                          | deutscher Regisseur, Filmproduzent und Drehbuchautor                                                            | 59    |       |
| 24. September | Debabrata Chatterjee                  | indischer Botaniker                                                                                             | 49    |       |
| 24. September | Heinrich Ehrenbrecht                  | deutscher Sportfunktionär, Präsident des Deutschen Tischtennis-Bundes                                           | 65    |       |
| 24. September | Archibald Herman Müller               | deutsch-indischer Maler                                                                                         | 82    |       |
| 24. September | Mátyás Seiber                         | ungarisch-britischer Komponist                                                                                  | 55    |       |
| 24. September | Johnny Thomson                        | US-amerikanischer Rennfahrer                                                                                    | 38    |       |
| 25. September | Hans Georg von Beerfelde              | deutscher Offizier, Revolutionär und Pazifist                                                                   | 83    |       |
| 25. September | Francis Ridgley Cotton                | US-amerikanischer Geistlicher, Bischof von Owensboro                                                            | 65    |       |
| 25. September | Franz Engeln                          | deutscher Politiker (CDU), MdL                                                                                  | 75    |       |
| 25. September | Karl Hertzog                          | deutscher Jurist, Oberbürgermeister von Merseburg                                                               | 84    |       |
| 25. September | Hans Isernhagen                       | deutscher Politiker (DP), MdL                                                                                   | 63    |       |
| 25. September | Ruth Rowland Nichols                  | US-amerikanische Flugpionierin                                                                                  | 59    |       |
| 25. September | Emily Post                            | US-amerikanische Autorin                                                                                        | 87    |       |
| 25. September | Paul Sheriff                          | britisch-russischer Artdirector und Szenenbildner                                                               | 56    |       |
| 26. September | I. I. Chundrigar                      | pakistanischer Politiker                                                                                        | 63    |       |
| 26. September | Willy Hoppe                           | deutscher Regionalhistoriker, Rektor der Universität Berlin                                                     | 76    |       |
| 26. September | Ernst Huber                           | österreichischer Maler                                                                                          | 65    |       |
| 26. September | Max Pistorius                         | österreichischer Maler                                                                                          | 65    |       |
| 27. September | Erich Dieter                          | deutscher Politiker (SPD), MdA                                                                                  | 64    |       |
| 27. September | Alban Dold                            | deutscher Benediktiner und Paläograph                                                                           | 78    |       |
| 27. September | Herman Nohl                           | deutscher Pädagoge und Philosoph                                                                                | 80    |       |
| 27. September | Sylvia Pankhurst                      | britische Aktivistin in der Suffragettenbewegung                                                                | 78    |       |
| 27. September | Raúl Porras Barrenechea               | peruanischer Historiker und Politiker                                                                           | 63    |       |
| 27. September | George Trefgarne, 1. Baron Trefgarne  | britischer Politiker, Mitglied des House of Commons                                                             | 66    |       |
| 28. September | Florian Waldeck                       | deutscher Rechtsanwalt und Politiker (DVP/CDU)                                                                  | 74    |       |
| 28. September | Olaf Welding                          | deutschbaltischer Jurist und Genealoge                                                                          | 66    |       |
| 29. September | Franz Arnold                          | deutscher Dramatiker                                                                                            | 82    |       |
| 29. September | John Baillie                          | schottischer presbyterianischer Theologe                                                                        | 74    |       |
| 29. September | Heinrich Dierker                      | deutscher Politiker (SPD)                                                                                       | 75    |       |
| 29. September | Wladimir Dimitrow-Maistora            | bulgarischer Maler                                                                                              | 78    |       |
| 29. September | Thomas Goodwin                        | britischer Arzt und Offizier                                                                                    | 89    |       |
| 29. September | Paul Häberlin                         | Schweizer Philosoph                                                                                             | 82    |       |
| 30. September | Anne Marie Basse                      | dänische Malerin                                                                                                | 83    |       |
| 30. September | St. John Philby                       | britischer Arabist, Schriftsteller, Spion und Ornithologe                                                       | 75    |       |
| September     | Gennadi Nikititsch Olonkin            | russisch-norwegischer Funker und Polarforscher                                                                  |       |       |